# Der Hund Bohumil
Der Hund Bohumil ist eine westdeutsche Legetrickfilm-serie, die in der Kindersendung Sandmännchen gezeigt wurde. Sie wurde von Studio Hamburg in den 1970er Jahren mit der Legetrick-Technik produziert. Die Figuren und Geschichten wurden von der tschechischen Künstler Hana Stepan geschaffen.

## Zusammenfassung
Die Serie erzählt das tägliche Leben von der Hund Bohumil und seinen besten Freunden - einer Ente und einem Huhn. Sie leben im Hinterhof der Frauchen von Bohumil. Gemeinsam erleben sie ihre Abenteuer, wie zum Beispiel in den Zirkus gehen, in einem Teich schwimmen, neue Kleidung kaufen, im Schnee spielen und vieles mehr.
Zu den weiteren Figuren gehören Vögel, Hasen, Kühe und Schweine, die kurzzeitig erscheinen. Die „Antagonisten“ der Serie sind eine schwarze Katze und ein Fuchs, die den Abenteuern des Trios nach Kräften im Weg stehen.

## Produktion
Hana Stepan leitete der Serie und animierte sie zusätzlich selbst mit der Legetrick-Technik (einer praktikablen Lösung für traditionelle Animationen mit Cels). Ihr Ehemann, Bohumil Stepan, war der Produzent - und die wahrscheinliche Inspiration für den titelgebenden Hund Bohumil.
Die Musik wurde speziell für die Serie vom Heinz Funk komponiert. 1986 stellte er kleine Fragmente der Musik in seinem Album „Haendel Goes Electronic / Signals & Bridges in Music“ zusammen.
Die Folgen wurden von 1971 bis 1975 im Studio Hamburg produziert, und insgesamt wurden 30 Stück hergestellt.

## Folgen
Die Folgen wurden von 1972 bis 1976 auf der Sandmännchen gezeigt. Diese Liste enthält ihre Namen, nach den damaligen Fernseh-zeitschriften, und ihre ursprünglichen Sendedaten:
| #  | Folgenname          | Zusammenfassung                                                     | Ursprüngliches Sendedatum |
| -- | ------------------- | ------------------------------------------------------------------- | ------------------------- |
| 1  | Aufwachen           | Bohumil möchte nach einer langen Nacht nicht aufwachen.             | 7/2/1972                  |
| 2  | Der erfrorene Vogel | Bohumil und seine Freunde kümmern sich um einen erfrorene Vogel.    | 14/2/1972                 |
| 3  | Beim Friseur        | Bohumil kauft nach einem Friseur besuch neue Kleidung.              | 21/2/1972                 |
| 4  | Wintergeschichte    | Bohumil und seine Freunde gehen im Schnee spielen.                  | 28/2/1972                 |
| 5  | Essen kochen        | Bohumil macht Essen für seine Freunde.                              | 13/3/1972                 |
| 6  | Malen               | Bohumil malt Porträts der Körperteile seiner Freunde.               | 20/3/1972                 |
| 7  | Ostern              | Bohumil und die Tiere tauschen Ostereier miteinander aus.           | 27/3/1972                 |
| 8  | Der Handschuh       | Bohumil und seine Freunde finden einen verlorenen Handschuh.        | 10/4/1972                 |
| 9  | Der Besuch          | *Unbekannt*                                                         | 17/4/1972                 |
| 10 | Putzen              | Bohumil hilft seinem Frauchen beim Wäschewaschen.                   | 23/4/1972                 |
| 11 | Einkaufen           | Bohumil geht zur Metzgerei und findet unterwegs die Katze.          | 6/5/1972                  |
| 12 | Badefreuden         | Bohumil und seine Freunde gehen in einem Teich baden.               | 8/5/1972                  |
| 13 | Die Blumenzucht     | Bohumil und Hase wetteifern darum wer den schönsten Garten hat.     | 13/10/1972                |
| 14 | Pilze               | Bohumil und seine Freunde gehen in den Wald um Pilze zu sammeln.    | 20/10/1972                |
| 15 | Der Ausflug         | Bohumil und seine Freunde reisen auf den Gipfel eines Berges.       | 27/10/1972                |
| 16 | Fischen             | Bohumil und seine Freunde gehen zum See zum Angeln.                 | 10/11/1972                |
| 17 | Fliegen             | Bohumil und Küken spielen Fliegen.                                  | 17/11/1972                |
| 18 | Der TV-Apparat      | Bohumil, sein Frauchen und Freunde schauen den neuen Fernseher.     | 27/11/1972                |
| 19 | Zirkus              | Bohumil und seine Freunde gehen in den Zirkus.                      | 1/12/1972                 |
| 20 | Weihnachten         | *Unbekannt*                                                         | 22/12/1972                |
| 21 | Das Kostümfest      | *Unbekannt*                                                         | 1/3/1976                  |
| 22 | Grippe              | *Unbekannt*                                                         | 11/3/1976                 |
| 23 | Fotografieren       | Bohumil, sein Frauchen und seine Freunde machen Fotos.              | 18/3/1976                 |
| 24 | Das Schwein         | Ein invasiver Schwein stört Bohumil und seine Freunde.              | 25/3/1976                 |
| 25 | Der Autoausflug     | Frauchen nimmt Bohumil und seine Freunde mit auf einen Ausflug.     | 22/4/1976                 |
| 26 | Der Überfall        | Fuchs und Katze versuchen die Ente und Huhn zu entführen.           | 29/4/1976                 |
| 27 | Der Fuchs           | *Unbekannt*                                                         | 6/5/1976                  |
| 28 | Der Wettkampf       | Bohumil und andere Tiere veranstalten untereinander eine Wettlauf.  | 20/5/1976                 |
| 29 | *Unbekannt*         | Bohumil richtet Unfug an, nachdem er einen Staubsauger benutzt hat. | ??/??/1976                |
| 30 | *Unbekannt*         | *Unbekannt*                                                         | ??/??/1976                |

## Die zwei Bücher
In den Jahren 2015 und 2018 schrieb Hana Stepan (in der Tschechischen Republik als Hana Štěpánová bekannt) zwei Bücher, die alle in den Folgen erzählten Geschichten erzählen, mit Illustrationen, die den Momenten des Serie treu bleiben. Die Namen der Bücher sind „Nerozluční Kamaradi“ und „Tři Kamaradi“. Sie wurden vom Albatros-Verlag herausgegeben.

## Auf der ganzen Welt
Außerhalb Deutschlands wurde die Zeichentrickserie unter anderem in folgenden Ländern gezeigt:
- In Israel unter dem Namen „הכלב בומיל“;
- In Brasilien unter dem Namen „Nicolau e a Turma do Quintal“;[7]
- In Tschechien unter dem Namen „Tři Kamaradi“.